# Нойхюттен (Хохвальд)
Нойхюттен (нем. Neuhütten) — община в Германии, в земле Рейнланд-Пфальц.
Входит в состав района Трир-Саарбург. Подчиняется управлению Хермескайль. Население составляет 791 человек (на 31 декабря 2010 года). Занимает площадь 10,50 км². Коммуна подразделена на четыре подрайона: Нойхюттен, Шмельц, Цинзершюттен и Муль (c 1970 года).

## География
Коммуна располагается среди гор Шварцвельдер Хохвальд на западе горного массива Хунсрюк. Недалеко от Нойхюттена располагается водохранилище Примстальшперре, подпитываемое ручьями Примс и Альбах. Гора Зандкопф в райне Муле является самой высокой горой в Трир-Саарбурге. Вся территория Нойхюттен относится к национальному парку Хунсрюк-Хохвальд.

## История
Нойхюттен и его современные районы до конца 18-го столетия относились к графству Шпонхайм. Уже в то время Нойхюттен вместе со Шмельцем и Цинзершюттеном относился к одним общинным угодьям площадью в 611 гектар. В 1790 году население деревни Нойхюттен составляло 100 человек, Шмельца 164 человек и Цинзершюттена 127 человек.
В 1794 году левый берег Рейна был захвачен французской революционной армией. С 1798 до 1814 Нойхюттен относился к кантону Хермескайл в департаменте Саар. По результатам венского конгресса (1815) регион отошёл королевству Пруссия. В 1816 году коммуна Нойхюттен была включена в округ Трир, и с 1822 года до конца второй мировой войны была частью Рейнской провинции. Начиная с 1946 года коммуна является частью земли Рейнланд-Пфальц. С 7 ноября 1970 года подрайон Муль был передан от коммуны Бёрфинк коммуне Нойхюттен.

## Инфраструктура
- Съезд на автобаны A62 и А1 находится в примерно трёх километрах.
- Земельное шоссе (B327/B407) находится примерно в пяти километрах.

## Достопримечательности
В Муле находится капелла святого Иосифа, в которой проходят мероприятия национального парка Хунсрюк-Хохвальд.